# Eppa Hunton
Pour les articles homonymes, voir Hunton.
Eppa Hunton II, né le 22 septembre 1822 à Warrenton et mort le 11 octobre 1908 à Richmond, est un homme politique et militaire américain.
Il est représentant et sénateur de la Virginie et général de brigade dans l'armée confédérée pendant la guerre de Sécession.

## Avant la guerre
Hunton naît près de Warrenton, en Virginie, le 22 septembre 1822, fils d'Eppa Sr. et d'Elizabeth Mary (Brent) Hunton (mariés le 22 juin 1811 dans le comté de Fauquier), qui ont douze enfants en tout.
Après avoir été diplôme du lycée de New Baltimore (New Baltimore Academy), il enseigne à l'école pendant trois ans, puis étudie le droit et est admis au barreau en 1843(p72),  commençant à pratiquer à Brentsville, en Virginie. Il devient célèbre en tant que colonel, et plus tard brigadier général, de la milice de Virginie et comme procureur du Commonwealth pour le comté du Prince William (1849-1861).

## Vie familiale
En 1848, Hunton épouse Lucy Caroline Weir (20 février 1825 – 4 septembre 1899), fille de Robert et Clara Boothe Weir. Ils ont deux enfants :
- Elizabeth Boothe Hunton (20 juin 1853 – 30 septembre 1854)
- Eppa Hunton III (14 avril 1855 – 5 mars 1932)

Leur second enfant, Eppa Hunton III, cofondera le célèbre cabinet d'avocats de Richmond Hunton & Williams en 1901.
In 1977, la société crée le « Eppa Hunton IV Memorial Book Award » à l'école de droit de l'Université de Virginie, en l'honneur du petit-fils d'Hunton (1904-1976). Selon l'université, le prix est « donné annuellement à un étudiant de troisième année qui a montré un aptitude inhabituelle lors des cours de contentieux et montré un connaissance et une compréhension assidues de la responsabilité éthique et professionnelle de l'avocat »

## Guerre de Sécession
En février 1861, Hunton est un délégué à la convention de sécession de la Virginie, et est partisan de la Sécession. Avec le déclenchement de la guerre de Sécession, il obtient une commission de colonel du 8th Virginia Infantry, dans l'armée des États confédérés, participant à la première bataille de Bull Run en juillet. Lors des combats, le 8th Virginia Infantry fait face à un assaut d'un régiment de la brigade de Sherman, le 69th New York Infantry qui est lancé à l'assaut d'une colline après des tentatives du 2nd Wisconsin Infantry et du 79th New York Infantry. Le 8th Virginia lance une contre-charge et met en déroute le 69th New York(p144-45).
En octobre, son régiment fait partie de la brigade de Nathan G. Evans près de Leesburg en Virginie, où il mène son commandement contre une force de l'Union à Ball's Bluff, la repoussant dans le fleuve Potomac(p73).
Après la blessure de George Pickett à la bataille de Gaines's Mill, Hunton prend temporairement le commandement de la brigade. Il la mène lors de la seconde bataille de Bull Run et laisse le commandement temporaire de la brigade au général Richard Garnnett pour la campagne du Maryland(p477). Toutefois, il assurera l'intérim de Garnett à la suite de la chute de ce dernier. 
Ensuite, Hunton mène sa brigade dans la division de major général George Pickett du corps du lieutenant général James Longstreet, et le département de Richmond, étant promu brigadier général en août 1863, après la bataille de Gettysburg. Pendant la charge de Pickett, Hunton est blessé à la jambe. Après un service dans les défenses de Richmond, il rejoint la division de Pickett et combat à Cold Harbor, à Richmond et dans les lignes du siège de Petersburg. En mars 1865, son commandement livre des combats de retardement à Five Forks et encore le mois suivant à la bataille de Sayler's Creek, où il est capturé le 6 avril 1865(p73),. Hunton est très malade et pense qu'il ne survivra pas à sa détention. Cependant, lorsque le général Custer apprend ces nouvelles, il lui envoie son médecin avec « une bouteille de cognac français importé »(p201).
Il est libéré sur parole au fort Warren dans le Massachusetts, le 24 juillet.

## Après la guerre
Après la guerre, Hunton reprend son ancienne pratique du droit et s'implique dans la politique. Il est élu en tant que démocrate de Virginie au 43e et congrès et aux trois suivants (3 mars 1873 – 4 mars 1881).Pendant ses années en tant que représentant, Hunton est président du comité des pensions révolutionnaires (en) (44e congrès), et du comité sur le district de Columbia (en) (46e congrès). Il est nommé à la commission électorale de 15 membres créée par une loi du Congrès en 1877 pour statuer sur les contestations dans plusieurs États lors de Élection présidentielle américaine de 1876.
Hunton décline une nouvelle nomination en 1880, reprenant sa pratique de la loi. Il est remplacé par John S. Barbour Jr. (en) pendant trois mandats, après lesquels Barbour remporte l'élection de sénateur de Virginie, mais meurt après trois ans en exercice. Le 28 mai 1892, Hunton est nommé pour combler le siège du sénat de Barbour, et remporte l'élection suivante pour combler la vacance, servant jusqu'au 4 mars 1895.Pendant son mandat, il est président du comité du Sénat des États-Unis pour créer une université des États-Unis (en) (1893-1895).
Lorsqu'il est membre du Congrès, il participe à la commission de la Chambre des affaires militaires, Hunton se fait le défenseur de George Armstrong Custer. Le fils de Hunton se rappelle que « je ne l'ai jamais vu si intensément et honnêtement impliqué que lors de la défense de Custer »(p201).
Le ou vers le 1er avril 1894, Hunton est indirectement impliqué dans des tentatives de corruption de votes. Charles W. Buttz (en), un lobbyiste et agent de réclamation originaire du Dakota du Nord, mais vivant à Washington D.C. à ce moment, vient dans la maison de Hunton à Warrenton, en Virginie, pendant l'absence du sénateur. Buttz dit au fils de Hunton, Eppa III, qu'il lui payera une commission de 25 000 $ (738 750 $  actuels) s'il parvient, en présentant des arguments sur le projet de loi en suspens, à faire voter son père contre. Extraits du comité d'investigation sur ce sujet :

« Cette offre a été refusée immédiatement et péremptoirement par Eppa Hunton [III], comme indiqué dans son témoignage, et toute l'affaire a été communiquée par lui à son père. Le sénateur Hunton a profité de la première occasion pour divulguer l'affaire à certains de ses amis du Sénat, comme il ressort du témoignage, et il n'avait aucun lien avec la transaction. »

Buttz tente également de corrompre le sénateur du Dakota du Sud James Henderson Kyle pour voter contre le même projet de loi. Hunton et Kyle sont finalement innocentés.
Ensuite, Hunton reprend sa pratique du droit à Warrenton. Le 11 octobre 1908, Hunton meurt dans la maison de son fils à Richmond et est enterré dans le cimetière d'Hollywood de la ville.